# Kanton Pont-de-Vaux
Pont-de-Vaux is een voormalig kanton van het Franse departement Ain. Het kanton maakte deel uit van het arrondissement Bourg-en-Bresse. Het werd opgeheven bij decreet van 13 februari 2014, met uitwerking op 22 maart 2015. Alle gemeenten werden opgenomen in het nieuwe kanton Replonges.

## Gemeenten
Het kanton Pont-de-Vaux omvatte de volgende gemeenten:
- Arbigny
- Boissey
- Boz
- Chavannes-sur-Reyssouze
- Chevroux
- Gorrevod
- Ozan
- Pont-de-Vaux (hoofdplaats)
- Reyssouze
- Saint-Bénigne
- Saint-Étienne-sur-Reyssouze
- Sermoyer